# Гарница
Гарница (устар. Гараница) — река в России, протекает в Опаринском районе Кировской области. Устье реки находится в 55 км по левому берегу реки Кузюг. Длина реки составляет 14 км.
Исток реки находится в лесах в 35 км к юго-западу от посёлка Опарино. Течёт на северо-восток по ненаселённой местности. Приток — Малая Гарница (левый). Впадает в Кузюг у нежилой деревни Ванинская.

## Данные водного реестра
По данным государственного водного реестра России относится к Камскому бассейновому округу, водохозяйственный участок реки — Вятка от города Киров до города Котельнич, речной подбассейн реки — Вятка. Речной бассейн реки — Кама.
Код объекта в государственном водном реестре — 10010300312111100035379.